# شاپرک ماساریفورمیس
شاپرک ماساریفورمیس(نام علمی: Chamaesphecia masariformis) نام یک گونه از تیره شاپرک‌های بال‌شیشه‌ای است.